# Región metropolitana de Kanata
La Región Metropolitana Kanata (RMK) es un área metropolitana de Bolivia, correspondiente a la ciudad de Cochabamba, compuesta por los municipios de Cochabamba, Colcapirhua, Quillacollo, Sacaba, Sipe Sipe, Tiquipaya y Vinto, sumando un total de siete municipios conurbanizados. Limita al norte con los municipios Cocapata y Villa Tunari, al oeste con los municipios de Morochata y Tapacarí al sur con los municipios, Arbieto, Arque, Capinota, San Benito, Santiváñez, Sicaya y Tolata al este con los municipios de Colomi y Tiraque, siendo el penúltimo incluido como parte de esta región en sus planes a desarrollo futuro, los municipios del área metropolitana están dispuestos en sentido oriente - occidente y viceversa, vertebrados por la vía más importante del país, la Ruta 4. Cuenta con una superficie total de 2,611 km² donde habitan aproximadamente 1,5 millones de habitantes (Proyecciones INE, 2022). Así mismo, es una de las tres áreas metropolitanas que conforman el Eje central de Bolivia.

## División administrativa
El área metropolitana está conformada por los municipios de Cochabamba, Sacaba, Quillacollo, Tiquipaya, Vinto, Colcapirhua y Sipe Sipe.

### Cochabamba
En importancia económica Cochabamba se constituye como eje fundamental dentro la región metropolitana Kanata. Este se trata de un centro productivo industrial boliviano que cuenta con 691.970 habitantes (2017), y se encuentra a una altitud media de 2.500 m s. n. m.
La personalidad virreinal se mantiene en este lugar y dentro de sus actividades económicas la principal es la de agricultura, plantaciones y cultivos, actualmente es referente en innovación tecnológica, salud y formación académica.

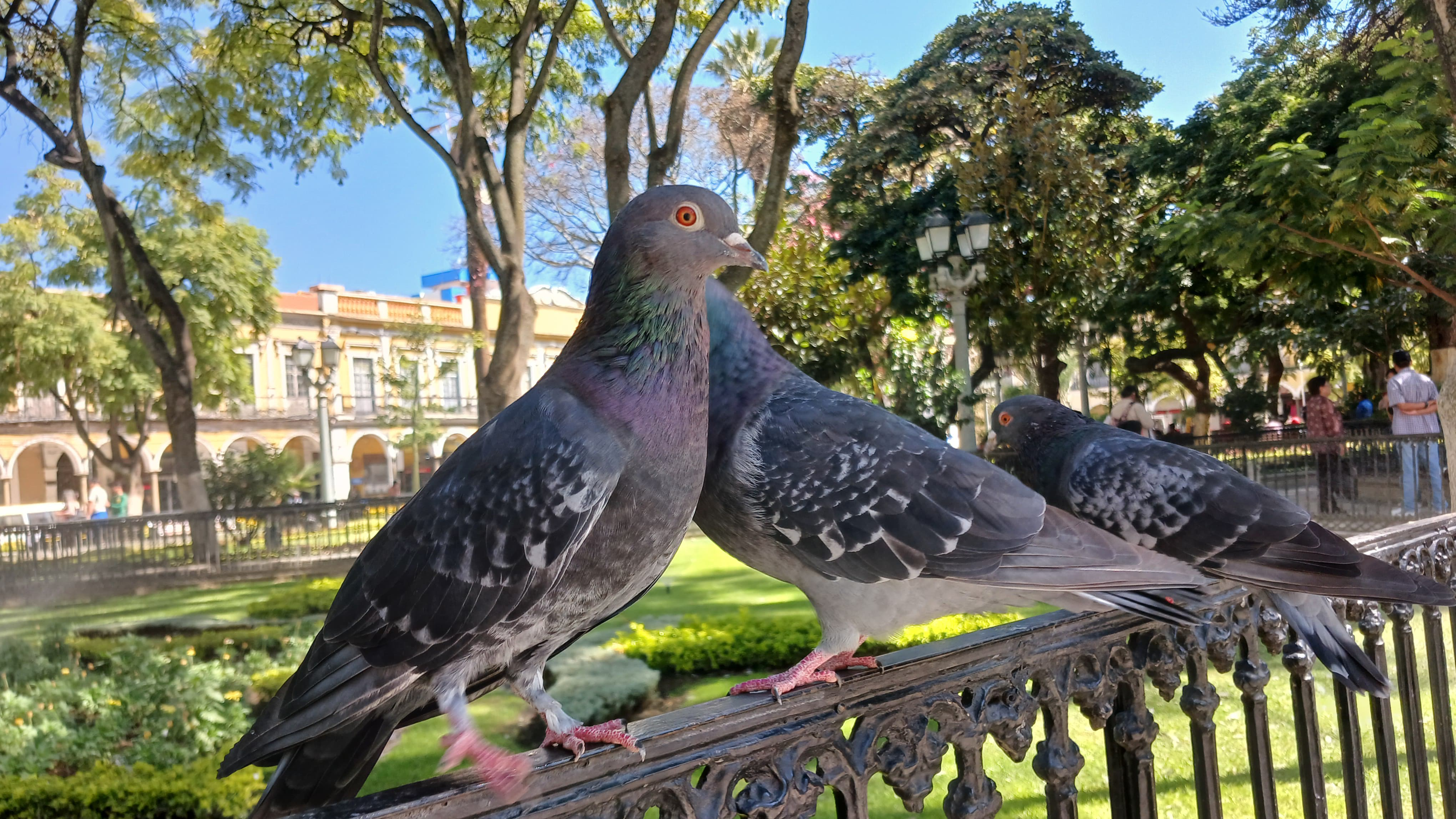
Palomas en la Plaza Principal de Cochabamba

### Sacaba
El nombre oficial de esta ciudad es Villa San Pedro de Sacaba con 196.540 habitantes (2017) y una altitud de 2.618 m s. n. m. Se ubica en el centro del país dentro de la provincia del Chapare, en el departamento de Cochabamba; Una curiosidad es que la chicha de maíz de este lugar es famosa como su frase que lo dice. Su clima varía entre seco y templado y puede estar entre 10 °C y 24 °C en verano y en invierno entre 2 °C y 19 °C. Además, una de las celebraciones más conocidas de este lugar es la fiesta patronal de la Virgen de Amparo.

### Quillacollo
Esta es la ciudad capital de la provincia que lleva el mismo nombre: Quillacollo. Posee una población de 158.264 habitantes (2017), se encuentra a una altitud de 2.450 m s. n. m. Por otra parte, en esta localidad se hace una festividad muy importante llamada la Fiesta de la Virgen de Urkupiña, celebrada a mediados de agosto.
En su superficie de 567 km² se llevan a cabo actividades económicas en su mayoría rurales. Además, es uno de los centros donde se desarrolló el comercio informal haciendo que tenga mejores precios que en la ciudad de Cochabamba.

### Tiquipaya
La cuarta ciudad más poblada del eje conurbano y la segunda más poblada de la provincia de Quillacollo cuenta con 61,740 habitantes (2017) quien está localizada en un radio menor a 11 kilómetros del centro de la ciudad Cochabamba.

### Vinto
Vinto está ubicado a 17 kilómetros de la ciudad de Cochabamba y a sólo 4 km de Quillacollo. Tiene una superficie de 209.56 kilómetros cuadrados convirtiéndola en la penúltima en extensión territorial, después de Quillacollo.

### Colcapirhua
La ciudad de Colcapirhua se encuentra en la provincia de Quillacollo. Tiene una altitud de 2.565 m s. n. m., está ubicada aproximadamente a 8 km de la ciudad de Cochabamba y la carretera principal que une a ambas ciudades es la Avenida Blanco Galindo, favorecido por su ubicación estratégica, entre los municipios de Quillacollo y Cochabamba, La superficie del Municipio es de 32.1Km2, representando el 1.3% del territorio metropolitano, Colcapirhua es un municipio próspero y en continuo crecimiento urbano. 

### Sipe Sipe
Es la ciudad con menos habitantes del área metropolitana de Cochabamba (R.M.K), segundo municipio de Quillacollo con más superficie territorial, perteneciente al ex Valle Bajo en el departamento de Cochabamba. 
Según la Ley de creación 533, la autoridad encargada de la coordinación de acciones la constituye el Consejo Metropolitano, instancia conformada por los alcaldes de los siete municipios, el gobernador del departamento, un representante del Ministerio de Planificación y un representante del Ministerio de Autonomías.

## Geografía

### El Valle Central
La región se encuentra dentro del Valle Central de Cochabamba o Valle del Tunari, posee la serranía del Tunari en la parte norte de gran elevación con pampas bosques y nevados; por la que fluyen las aguas de numerosos ríos de pequeña envergadura que discurren afluyendo con el Río Rocha en la parte más baja y plana del valle, en el pasado estas planicies generaron numerosos pantanos que dio Origen al nombre de "COCHAMBAMBA" modificación del quechua: k'ocha pampa, que significa llanura de pantanos. Estos fueron drenados y los riachuelos en conjunto con el Río Rocha fueron encausados. El Río Rocha discurren a lo largo de toda la región metropolitana. Iniciando en Sacaba  pasando por el corazón mismo de la ciudad de Cochabamba se dirige al sur, y se une con el Río Tamborada en la parte centro sur, discurre de este a oeste pasando por Colcapirhua, Quillacollo, Vinto y Sipe Sipe en la parte más sur de todos estos municipios existen vestigios de los pantanos y pasando estos pantanos existe una cadena de colinas de baja altura que dan la respectiva estructura en "U" de un valle y que forman en conjunto el ecosistema demasiado fértil por disponibilidad del agua y la forma de invernadero del valle que proporciona un clima templado a más de 2.500 m.t.s. 

### Áreas protegidas
- Parque nacional Tunari
- Incarracay

## Demografía y Superficie
La población de la Región Metropolitana Kanata (RMK) según las proyecciones (2024) son las siguientes:
| 2024               | 2024               | 2024      | 2024   | 2024      | 2024  |
| Provincia          | Municipio          | Urbana    | Rural  | Total     | km²   |
| ------------------ | ------------------ | --------- | ------ | --------- | ----- |
| Cercado            | Cochabamba         | 661.484   | -      | 661.484   | 391   |
| Quillacollo        | Colcapirhua        | 66.235    | -      | 66.235    | 32    |
| Quillacollo        | Quillacollo        | 158.648   | 7.182  | 165.830   | 567   |
| Chapare            | Sacaba             | 200.487   | 18.015 | 218.502   | 695   |
| Quillacollo        | Sipe Sipe          | 31.963    | 23.638 | 55.601    | 476   |
| Quillacollo        | Tiquipaya          | 50.485    | 11.115 | 61.600    | 341   |
| Quillacollo        | Vinto              | 41.232    | 14.541 | 55.773    | 211   |
| Esteban Arce       | Arbieto            | 19.784    | 10.670 | 30.454    |       |
| Área Metropolitana | Área Metropolitana | 1.230.318 | 99.329 | 1.315.479 | 2.613 |

Según estimaciones, el área metropolitana sobrepasara el millón y medio de habitantes, a lo que se le sumará posiblemente municipios de valle alto.

### Evolución Demográfica
En las siguientes tablas podemos observar datos e información sobre la evolución demográfica de los municipios antes y después de que conformen el área metropolitana de Cochabamba (RMK) Los datos de población anual están elaborados de acuerdo a los censos oficiales realizados en 1978, 1992, 2001 y 2012; Como podemos apreciar el año 2012 la población sobrepasaba el un millón de habitantes, El año 2001, Cochabamba pasaba a tener su primera Region Metropolitana. Para el censo 92's la población era netamente Urbana ya podía nacer una región metropolitana. En el censo del 76's el departamento de Cochabamba pasaba a ser Urbano, S., a principios del siglo XXI.
| Provincia          | Municipio          | Población  |  | Población |         | Población |         | Población |  | Población |
| ------------------ | ------------------ | ---------- |  | --------- | ------- | --------- | ------- | --------- |  | --------- |
| Cercado            | Cochabamba         | 856.198*   |  | 661.484   |         | 517.024   |         | 414.307   |  | 204.684   |
| Quillacollo        | Colcapirhua        | 61.172*    |  | 51.062    | 41.980  | 22.219    | -       |           |  |           |
| Quillacollo        | Quillacollo        | 173.476*   |  | 137.029   | 104.206 | 71.383    | 19.419  |           |  |           |
| Chapare            | Sacaba             | 208.913*   |  | 172.466   | 117.100 | 64.100    | 5.554   |           |  |           |
| Quillacollo        | Sipe Sipe          | 51.773*    |  | 41.537    | 31.337  | 20.007    | -       |           |  |           |
| Quillacollo        | Tiquipaya          | 69.996*    |  | 53.062    | 37.791  | 13.371    | -       |           |  |           |
| Quillacollo        | Vinto              | 58.672*    |  | 51.869    | 31.489  | 20.573    | 4.410   |           |  |           |
| Área Metropolitana | Área Metropolitana | 1.480.200* |  | 1.165.537 | 880.927 | 629.114   | 234.067 |           |  |           |

## Planificación regional
Desde el año 2013 y más de 10 años después del último plan director regional, la región cuenta con el plan de acción metropolitano "Cochabamba Sostenible" parte de la iniciativa ICES del BID que dispone de las líneas principales de acción en la metrópoli. En noviembre de 2014 el Consejo Metropolitano Kanata aprobó la Agenda Metropolitana Kanata 2015 - 2019, documento que guiará las acciones a coordinarse a nivel regional.

### Proyectos identificados
Al momento de su creación, en mayo de 2014, se tenían identificados dos proyectos iniciales:
- Plan de Recuperación del Afluente del Río Rocha.

- Gestión de los residuos sólidos de Kanata.

## Agua potable y alcantarillado

### Agua potable
Cochabamba es conocida mundialmente por la Guerra del agua, proceso insurreccional, desarrollado el año 2000, en contra del proceso de privatización del agua. Sin embargo hasta 2016, la crisis en el abastecimiento de agua a la ciudad no se ha solucionado.
El agua para abastecer la zona metropolitana proviene parcialmente de aguas subterráneas y parcialmente de fuentes superficiales.
- Las fuentes subterráneas son:

- Campo de pozos Mayurina. Este campo de pozos, situado en el sector este de la ciudad, consta de 14 pozos perforados en el 1974. Actualmente, 2011 solo 2 pozos están operables, los otros 12 o nunca cumplieron con las normas de calidad del agua o en el correr del tiempo se contaminaron.
- Campo de pozos Vinto. Consta de 10 pozos perforados en 1977 por Yacimientos Petrolíferos Fiscales Bolivianos. En la actualidad, 2011, solo 4 pozos están operables.
- Campo de pozos Paso I. Varios pozos perforados en el sector Cofla Cofla, no dieron resultado a causa de la mala calidad del agua. En los años siguientes siguiendo con el plan de utilizar aguas subterráneas, la compañía Semapa ha perforado los pozos en el área de influencia del río Khora, (Campo de pozos Paso I) obteniendo agua de buena calidad. Actualmente, 2011, 7 pozos de este campo están siendo explotados.
- Campo de pozos Paso II. Los pozos de este campo fueron perforados entre 1992 y 1994. Los pozos tienen una profundidad de unos 500 m, sin embargo la producción resultó ser mucho menor que la esperada, se esperaban caudales de 100 l/s, actualmente hay dos pozos en producción con caudales de 10 y 30 l/s respectivamente.
- Campo de pozos Paso III. Este campo de pozos fue perforado en el año 2001, son en total 4 pozos, que continúan en operación.
- Campo de pozos de la zona central.

- Las fuentes superficiales son:

- Sistema Escalerani.
- Sistema Wara Wara.
- Sistema Chungara.

## Transporte Urbano

### Terrestre
El área metropolitana cuenta con un extenso sistema de transporte de micros, trufis, radiotaxis y minibuses que cubren todos los distritos y municipios de la región.

##### Buses y colectivos
Esta modalidad es operada por sindicatos y asociaciones de transportistas. Las tarifas son establecidas dichos sindicatos y asociaciones con la aprobación de la Alcaldía. Los vehículos conectan distintos municipios de la región . Suelen identificarse con números (6, 102, 260), letras (G) o combinaciones de estos (3V).
Cada vehículo suele conocerse vernáculamente como micro o trufi (taxis de ruta fija).
Los autobuses (llamados micros) son los que llevan mayor cantidad de pasajeros y emplean a menudo buses Dodge (de las décadas de 1940 y 1950) siendo parte del patrimonio del transporte cochabambino. y Toyota Coaster micros más pequeños.
Los minibuses llevan una cantidad de pasajeros menor a los micros y mayor a los trufis, y emplean a menudo minivans Toyota Hiace y King Long SUPER GL.
Los taxis colectivos llevan menor cantidad de pasajeros (3 a 7) y emplean a menudo coches Toyota Ipsum (el más frecuente), Toyota Corolla, Nissan Vanette y Mitsubishi Chariot.

### Aéreo
En el municipio de Cochabamba se encuentra el Aeropuerto Internacional Jorge Wilstermann (Código IATA: CBB; OACI:SLCB), donde atienden diferentes tipos de aerolíneas. Es el tercer aeropuerto más importante de Bolivia, detrás de los aeropuertos de Viru Viru en Santa Cruz y de El Alto en La Paz.

### Férreo
Cercado cuenta con el tren metropolitano, construido por el consorcio Joca-Molinari, un tranvía eléctrico que conecta seis de los siete municipios que conforman el eje metropolitano: Sipe Sipe, Vinto, Quillacollo, Colcapirhua, Cercado y Sacaba. Esta importante red ferroviaria de 42 km de longitud, denominada Mi Tren, es un tranvía eléctrico que responde a la necesidad de la región metropolitana de Cochabamba.

## Galería

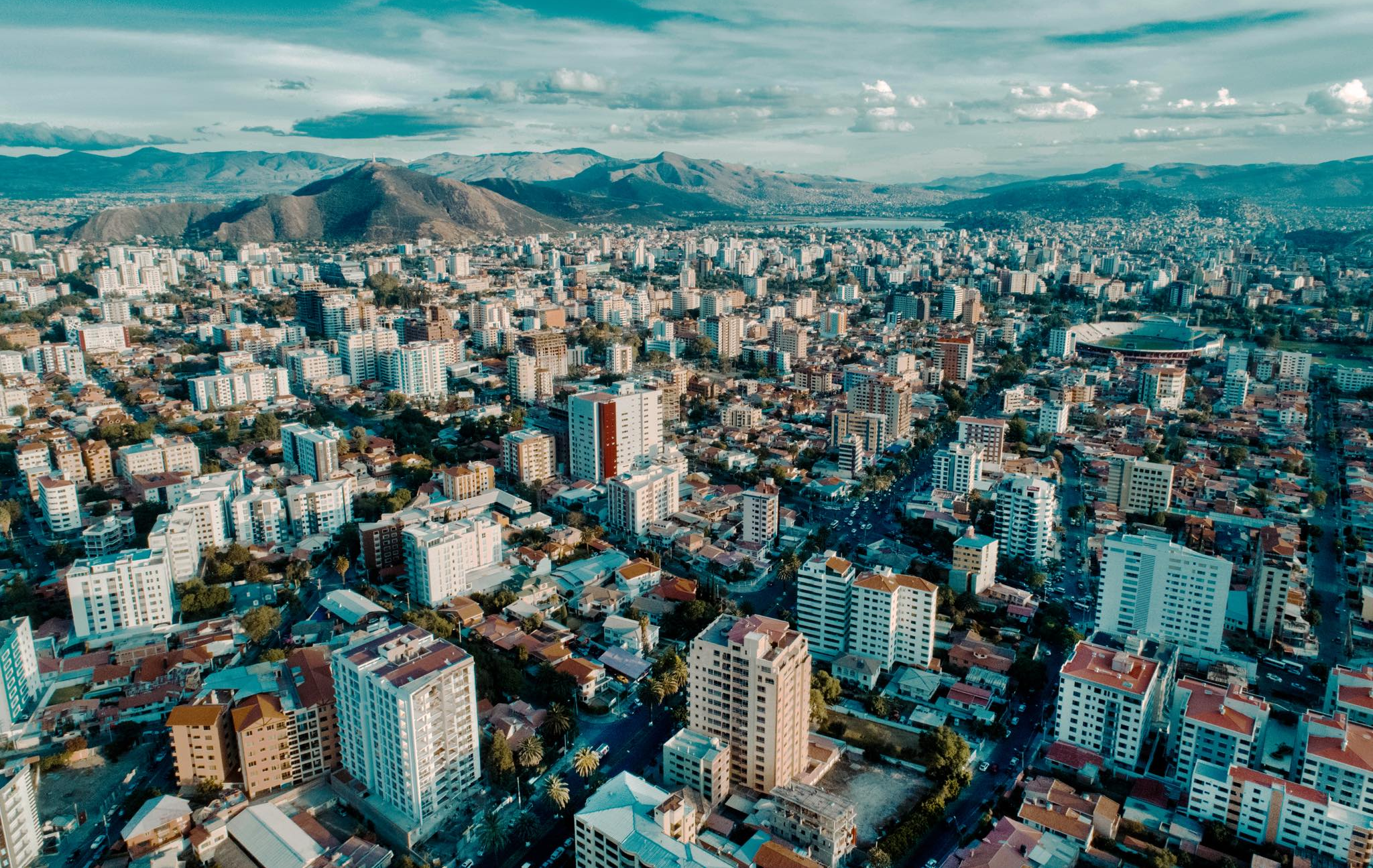
Cochabamba Metropolitana vista aérea
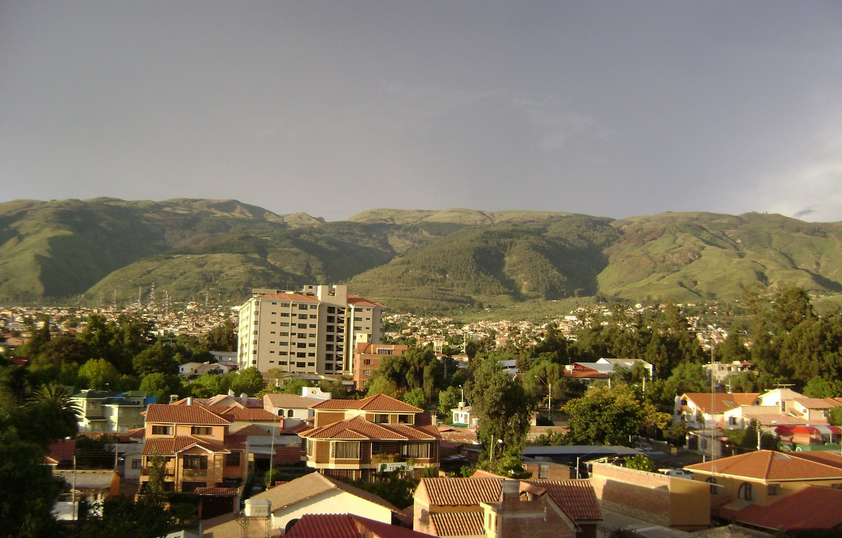
Sacaba - Zona conurbana
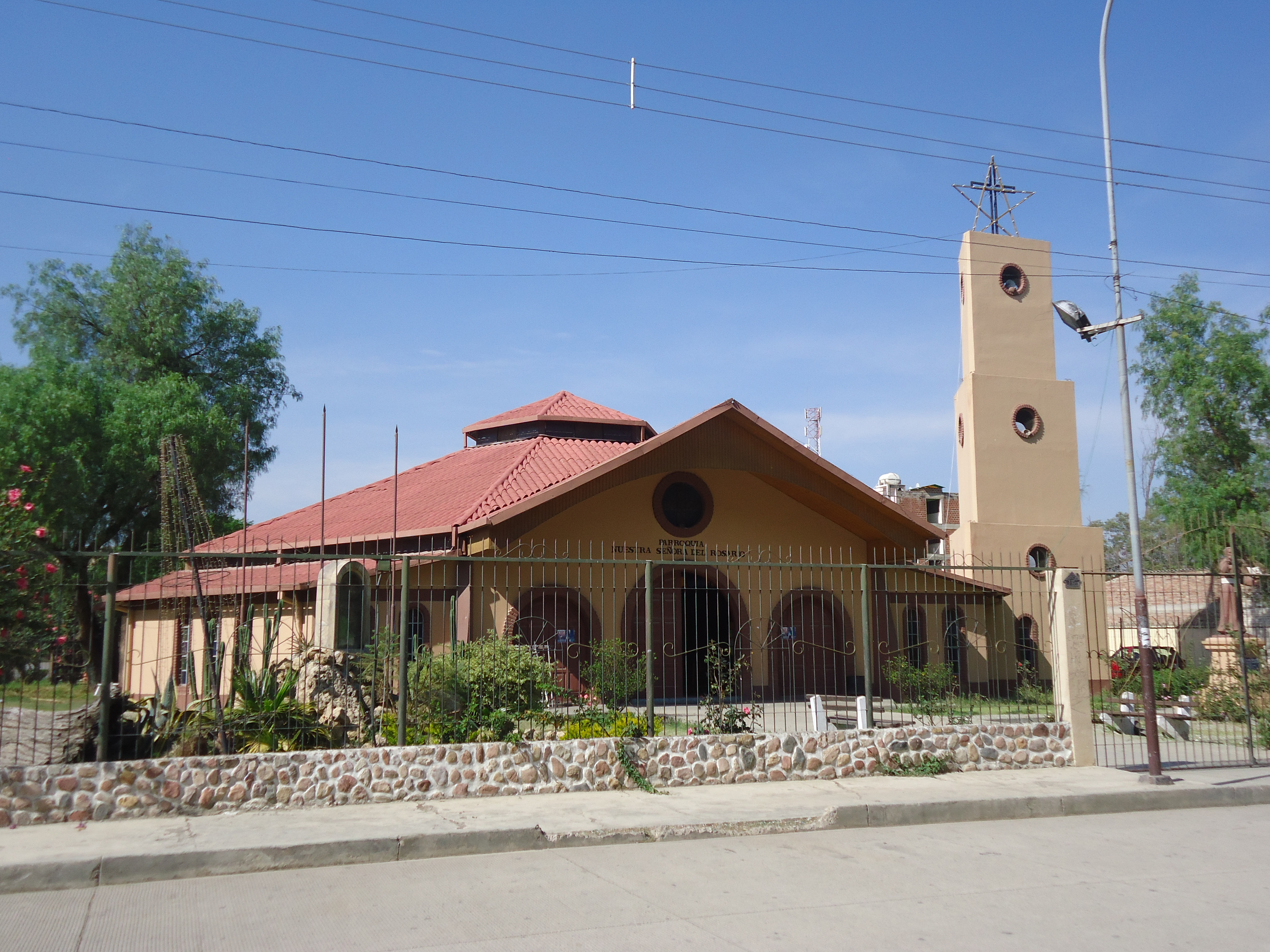
Vinto - Templo de Nuestra Señora del Rosario
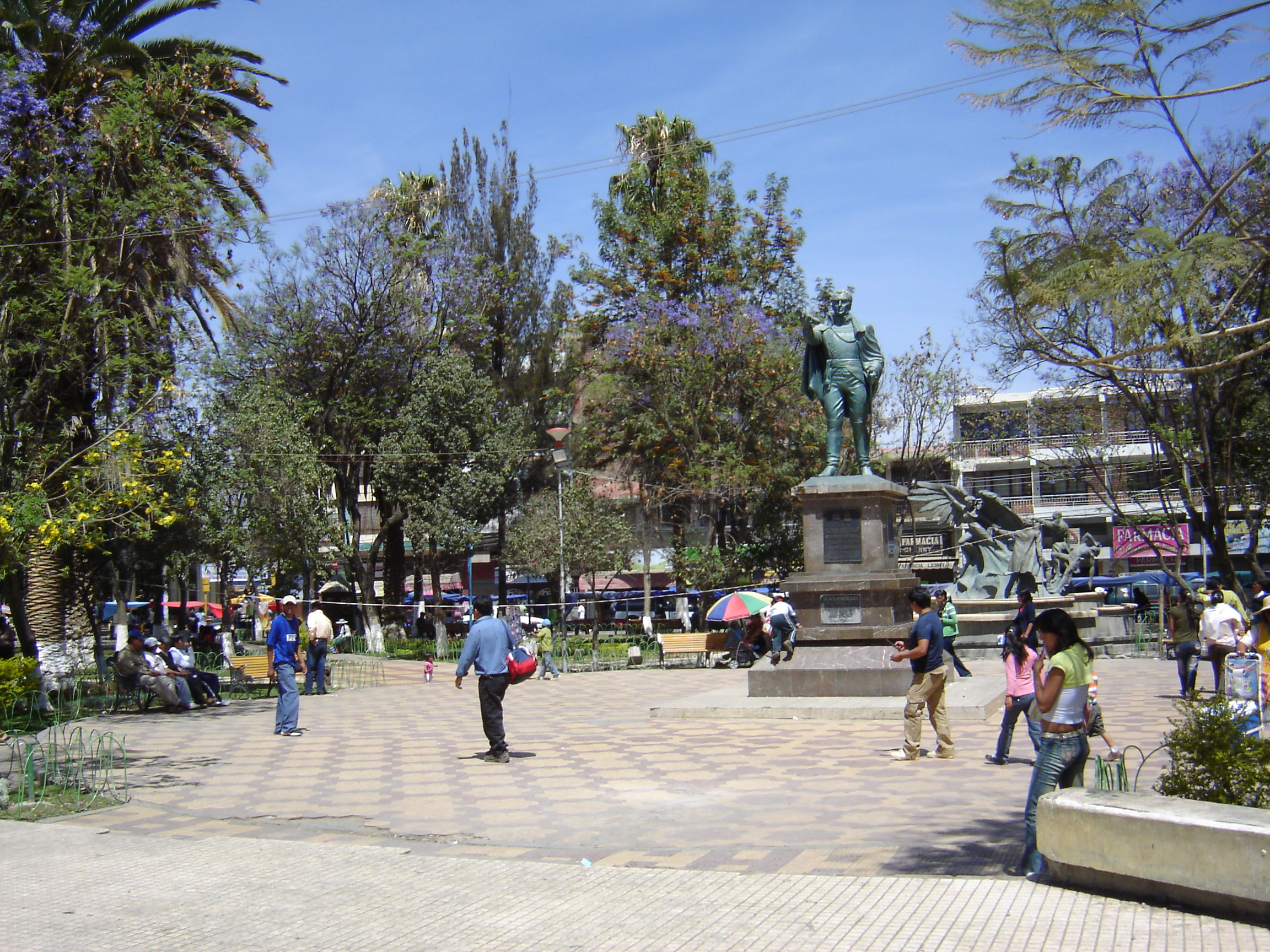
Quillacollo Plaza Bolívar
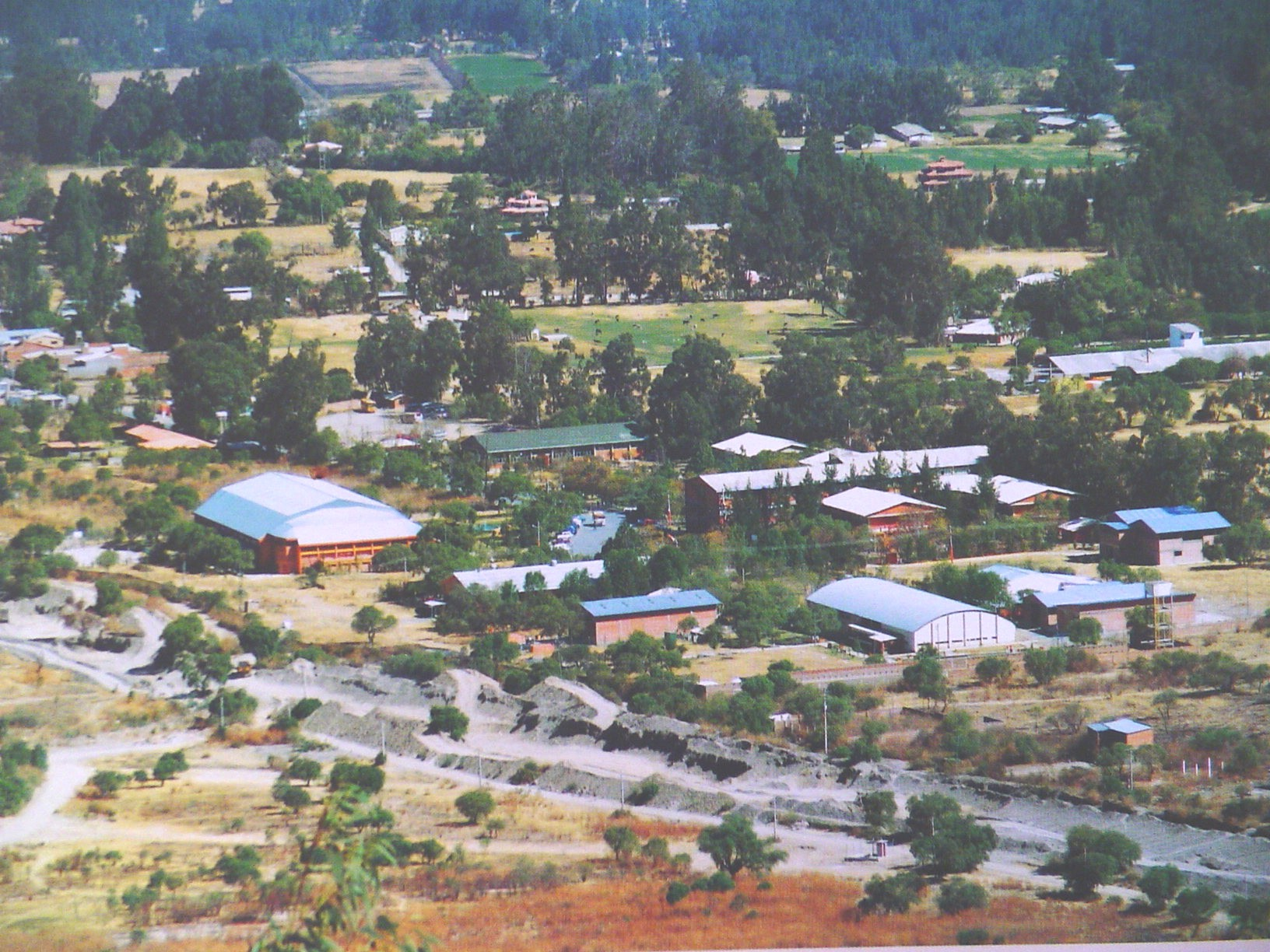
Univalle Campus Tiquipaya